# 올리바 (그단스크)

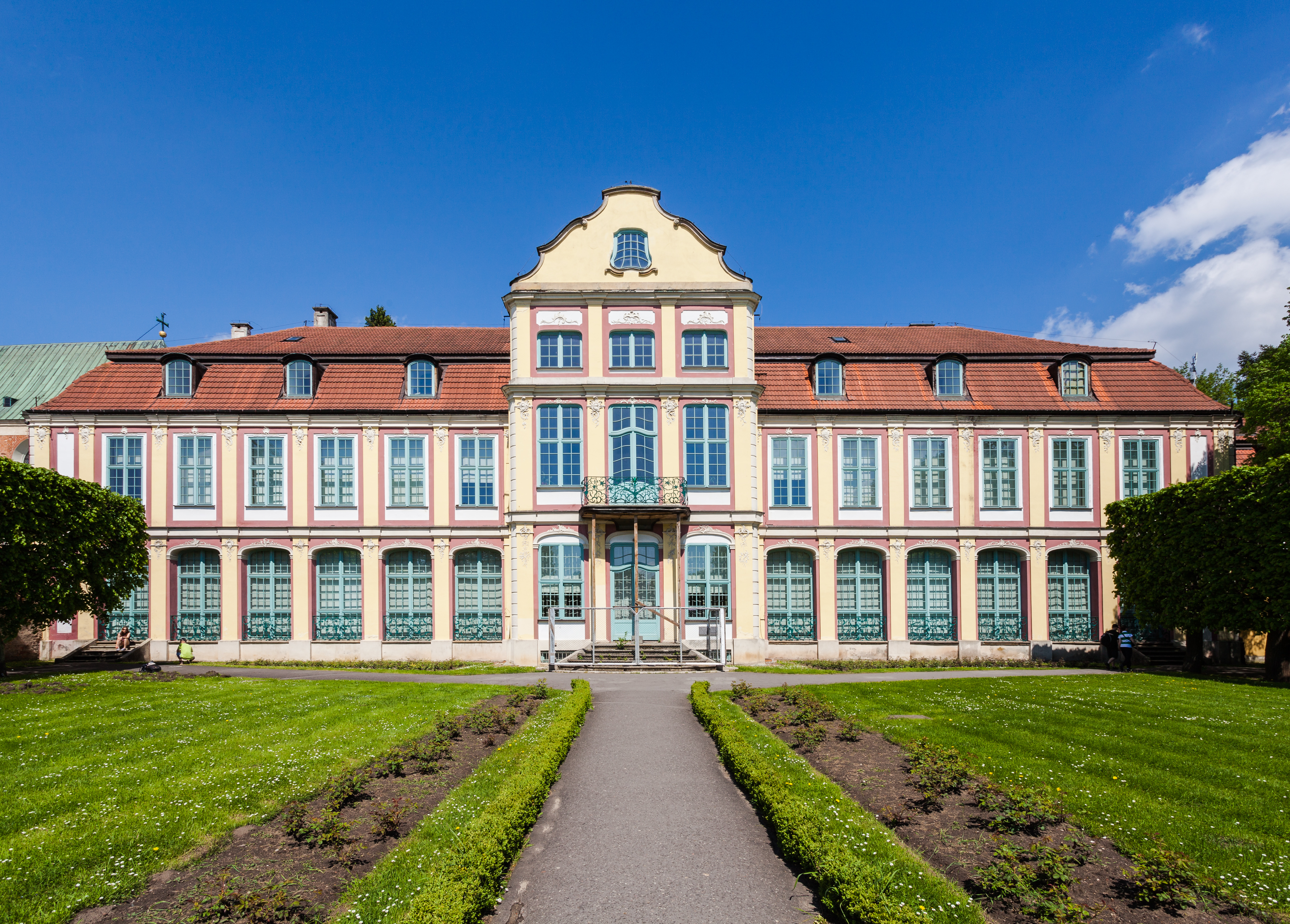
올리바에 위치한 오파투프(Opatów) 궁전

올리바(폴란드어: Oliwa)는 폴란드 그단스크를 구성하는 구역으로 면적은 18.23km2, 인구는 19,824명(2004년 기준), 인구 밀도는 1,087명/km2이다.
그단스크의 북쪽에 위치하고 있고 북쪽에는 소포트, 동쪽에는 그단스크만이 위치한다. 중세 시대에 건립된 수도원으로 유명한 곳이며 1660년 올리바 조약이 이 곳에서 체결되었다.

## 같이 보기
- 올리바 조약